# فرنسیس‌ویل (کنتاکی)
فرنسیس‌ویل (به انگلیسی: Francisville) یک منطقهٔ مسکونی در ایالات متحده آمریکا است که در شهرستان بون، کنتاکی واقع شده‌است. فرنسیس‌ویل ۷٬۹۴۴ نفر جمعیت دارد و ۲۴۸٫۱۱ متر بالاتر از سطح دریا واقع شده‌است.